# Norman J. Silberling
Norman „Norm“ John Silberling (* 28. November 1928 in Oakland, Kalifornien; † 27. September 2011 in Lakewood, Colorado) war ein US-amerikanischer Paläontologe und Geologe.
Silberling wurde 1957 an der Stanford University bei Siemon Muller (Si Muller) promoviert, einem Schüler von James Perrin Smith, der dessen Arbeit über triassische Ammoniten in Nevada fortsetzte. Sein Dissertationsthema trug den Titel Pre-Tertiary stratigraphy and Upper Triassic paleontology of the Union district, Shoshone Mountains, Nevada. Vor seiner Promotion leistete er seinen Wehrdienst im Koreakrieg und erhielt zwei Tapferkeitsauszeichnungen (Combat Star). Als Post-Doktorand blieb er zunächst in Stanford und ging in den 1970er Jahren zum United States Geological Survey, zuerst in Menlo Park, dann in Washington, D.C. und schließlich in Denver. Mitte der 1990er Jahre ging er in den Ruhestand.
Er war mit Edward Timothy Tozer an der Erstellung einer neuen Biostratigraphie der Trias basierend auf Ammoniten als Leitfossilien beteiligt. Neben Nevada betrieb er Feldstudien in Alaska und Neuseeland. Aufgrund seiner Studien in Alaska leistete er bedeutende Beiträge zum Terrane-Konzept in der Plattentektonik, das er dann auch auf Nevada und die Geschichte des Great Basin im Mesozoikum anwandte (später auch auf Mexiko).
Neben Ammoniten befasste er sich auch mit fossilen Muscheln der Trias (Monotis, Halobia, Daonella).
Norman Silberling war mit der Geologin Kathryn M. Nichols verheiratet. Er ist nicht mit dem Wirtschaftswissenschaftler Norman John Silberling (1892–1942) zu verwechseln.

## Schriften
- mit E. Timothy Tozer: Biostratigraphic classification of the marine Triassic in North America,  Geological Society of America, Special Paper 110, 1968
- mit D. L. Jones, John Hillhouse: Wrangellia—a displaced terrane in northwestern North America: Canadian Jour. Earth Sci., Band 14, 1977, S. 2565–2577
- mit Jones, Hillhouse: Microplate tectonics of Alaska—Significance for the Mesozoic history of the Pacific Coast of North America, in: K.A. McDougall, D. G. Howell D. G (Hrsg.): Mesozoic paleogeography of the western United States: Soc. Econ. Paleontologists and Mineralogists, Pacific Sec., Pacific Coast Paleogeography Symposium 2, 1978, S. 71–74
- mit W. J. Nokleberg, D. L. Jones: Origin, migration, and accretion of the Maclaren and Wrangellia terranes, eastern Alaska Range, Alaska: Geological Society of America Bulletin, Band 96, 1985, S. 1251–1270
- Hrsg. mit D. L.  Jones: Lithotectonic terrane maps of the North American Cordillera: U. S. Geological Survey Open-File Report 84, 1984